# کلادیوس کلودیانوس
کلودیوس کلودیانوس یا کلاویدین (انگلیسی: Claudian; تقریبی. ۳۷۰ – تقریبی. ۴۰۴) شاعر، نویسنده اهل روم باستان بود. شاعری لاتین بود که با دربار امپراتور روم هونوریوس در  مدیولانوم (شهر باستانی) و به ویژه با ژنرال استیلیکو ارتباط داشت.